# Ризерв (Монтана)
Ризерв (енгл. Reserve) насељено је место без административног статуса у америчкој савезној држави Монтана.

## Демографија
По попису из 2010. године број становника је 23, што је 14 (-37,8%) становника мање него 2000. године.
| Група             | 2000.      | 2010.      |
| Белци             | 35 (94,6%) | 21 (91,3%) |
| Афроамериканци    | 0 (0,0%)   | 0 (0,0%)   |
| Азијати           | 0 (0,0%)   | 0 (0,0%)   |
| Хиспаноамериканци | 1 (2,7%)   | 0 (0,0%)   |
| Укупно            | 37         | 23         |